# Phil Anselmo
Philip Hansen Anselmo, conhecido apenas como Phil Anselmo (Nova Orleans, 30 de junho de 1968), é um músico americano, mais conhecido por ter sido o principal vocalista da banda de heavy metal Pantera (formada em Arlington no estado do Texas, Estados Unidos), onde permaneceu por mais de uma década e foi o principal responsável por transformar o gênero da banda do glam metal (80's) ao groove metal (90's). Em meados da década de 90, Anselmo iniciou o projeto paralelo de sludge metal Down, que acabou por tornar-se sua banda principal após o fim do Pantera. Ele também possui sua própria gravadora, chamada Housecore.
A partir do fim dos anos 90, Anselmo também participou e gravou discos com inúmeras bandas como Superjoint Ritual, Necrophagia, Viking Crown, Southern Isolation, Arson Anthem, Philip H. Anselmo & the Illegals e outras.
Em 2011, Phil junto à Down compareceu em shows no Brasil, dos quais foram o evento ecológico/musical SWU, ao tocarem Walk (Pantera).
Suas maiores influências vão desde o rock clássico até o Black Metal. Foi influenciado principalmente pelo Black Sabbath (visto que foi feito 2 covers – "Planet Caravan" no álbum Far Beyond Driven e "Hole in the Sky"), Judas Priest, Black Flag, Slayer, Hellhammer, The Smiths e Venom.
Anselmo também é conhecido por seu posicionamento de orgulho à cultura sulista americana, e bem como uma das identidades visuais do Pantera, o uso da bandeira Confederada como símbolo recorrente. Com certa freqüencia fez discursos que envolvem forte teor racial e racista, já tendo discursado durante shows contra o rap, alegando que este estava "mijando sobre a cultura branca", tendo dito no final de um concerto em Montreal em 1995 que este era "uma coisa de brancos", tendo também dito "que se f*da o Black Power". Em 22 de Janeiro de 2016, ao fim de seu concerto no Dimebash Festival no estado americano da Califórnia, Anselmo gritou "White power!" para a platéia, fez a saudação nazista com a mão direita e se retirou do palco, tendo posteriormente alegado que era uma "piada interna" sobre músicos terem bebido vinho branco nos bastidores e alguns dias após, postou no YouTube um vídeo de desculpas por sua "atitude infeliz". A banda Down cancelou sua turnê européia no ano devido ao incidente.

## Discografia
| Banda                                               | Data de lançamento      | Título |
| Pantera                                             | Maio de 1988            | Power Metal |
| Pantera                                             | 24 de Julho de 1990     | Cowboys from Hell |
| Pantera                                             | 25 de Fevereiro de 1992 | Vulgar Display of Power |
| Crowbar Produção e vocal de apoio                   | 12 de Outubro de 1993   | Crowbar |
| Down                                                | 1993                    | NOLA Demos |
| Christ Inversion Guitarra, vocal de apoio           | 1994                    | Obey The Will Of Hell (demo) |
| Christ Inversion Guitarra, vocal de apoio           | 1995                    | 13th Century Luciferian Rites (demo)                                                                                                 |
| Pantera                                             | 15 de Março de 1994     | Far Beyond Driven |
| Down                                                | 19 de Setembro de 1995  | NOLA |
| Pantera                                             | 22 de Maio de 1996      | The Great Southern Trendkill |
| Crowbar vocal de apoio                              | 1996                    | Broken Glass |
| Anal Cunt vocal de apoio/Vocal on 'Gloves Of Metal' | 1996                    | 40 More Reasons to Hate Us |
| Superjoint Ritual                                   | 1997                    | Demo |
| Pantera                                             | 29 de Julho de 1997     | Official Live: 101 Proof |
| Vision of Disorder                                  | 1998                    | Imprint |
| Necrophagia Guitarra                                | 1998                    | Holocausto De La Morte |
| Viking Crown Guitarra, Vocal, Bateria               | 1999                    | Unorthodox Steps of Ritual |
| Necrophagia Guitarra                                | 1999                    | Black Blood Vomitorium |
| Viking Crown Guitarra, Vocal, Bateria               | 2000                    | Innocence From Hell |
| Pantera                                             | 14 de Março de 2000     | Reinventing the Steel |
| Necrophagia Guitarra                                | 2001                    | Cannibal Holocaust EP |
| Viking Crown Guitarra, Vocal                        | 2001                    | Banished Rhythmic Hate |
| Southern Isolation Guitarra, vocal de apoio         | 2001                    | Southern Isolation |
| Down                                                | 26 de Março de 2002     | Down II: A Bustle in Your Hedgerow                                                                                                   |
| Pantera                                             | 23 de Setembro de 2003  | The Best of Pantera: Far Beyond the Great Southern Cowboys' Vulgar Hits! Reinventing Hell: The Best of Pantera (international title) |
| Superjoint Ritual                                   | 21 de Maio de 2002      | Use Once and Destroy |
| Superjoint Ritual                                   | 22 de Julho de 2003     | A Lethal Dose of American Hatred |
| Down                                                | 25 de Setembro de 2007  | Down III: Over the Under |